# Football League Third Division North
Die Football League Third Division North war zwischen 1921 und 1958 – wie auch die Football League Third Division South – innerhalb der Football League eine von zwei dritthöchsten Spielklassen im englischen Fußball.

## Übersicht
Nachdem ein Jahr zuvor mit der Football League Third Division eine eingleisige dritte Liga innerhalb der Football League vornehmlich aus Klubs der Southern League ins Leben gerufen worden war, reagierte der Ligaverband auf die zahlenmäßige Dominanz der südenglischen Vereine mit der Erschaffung einer parallelen Nord-Division. Das angestrebte Gleichgewicht der beiden Ligen gelang nicht vollständig, da den 22 Vereinen aus der Third Division South anfänglich nur 20 Klubs in der neuen Third Division North entgegenstanden. Die 20 Vereine kamen aus der Midland League, der Central League, der North Eastern League, der Lancashire Combination und der Birmingham Combination. Nach zwei Spielzeiten wurde 1923 die Third Division North auf 22 Teilnehmer aufgestockt.
Nur der Meister der Third Division North konnte in die darüber liegende Football League Second Division aufsteigen. Der Kampf um den Platz in der zweiten Liga war dementsprechend schwierig und so war das Teilnehmerfeld relativ konstant, was sich darin manifestierte, dass gleich acht Vereine die gesamten 30 Spielzeiten der Third Division North absolvierten. Die prominentesten Teilnehmer an dieser „Nordliga“ waren die späteren englischen Meister Wolverhampton Wanderers und Derby County.
Zwischen 1934 und 1946 spielten die Teilnehmer der Third Division North – unterbrochen durch den Zweiten Weltkrieg – einen eigenen Pokalwettbewerb aus, den Football League Third Division North Cup.
Im Jahr 1958 verschmolzen die beiden dritten Ligen zu einer Football League Third Division und einer neuen viertklassigen Football League Fourth Division.

## Gewinner der Football League Third Division North
| Jahr | Sieger                  |
| ---- | ----------------------- |
| 1922 | Stockport County        |
| 1923 | FC Nelson               |
| 1924 | Wolverhampton Wanderers |
| 1925 | FC Darlington           |
| 1926 | Grimsby Town            |
| 1927 | Stoke City              |
| 1928 | Bradford Park Avenue    |
| 1929 | Bradford City           |
| 1930 | Port Vale               |
| 1931 | FC Chesterfield         |
| 1932 | Lincoln City            |
| 1933 | Hull City               |
| 1934 | FC Barnsley             |
| 1935 | Doncaster Rovers        |
| 1936 | FC Chesterfield         |
| 1937 | Stockport County        |
| 1938 | Tranmere Rovers         |
| 1939 | FC Barnsley             |
| 1947 | Doncaster Rovers        |
| 1948 | Lincoln City            |
| 1949 | Hull City               |
| 1950 | Doncaster Rovers        |
| 1951 | Rotherham United        |
| 1952 | Lincoln City            |
| 1953 | Oldham Athletic         |
| 1954 | Port Vale               |
| 1955 | FC Barnsley             |
| 1956 | Grimsby Town            |
| 1957 | Derby County            |
| 1958 | Scunthorpe United       |